# Thermolyse
Thermolyse (van het Griekse thermos, warmte en -lyse, afbreken) is een chemische reactie waarbij een stof door verhitting gaat ontleden.
Thermolyse is een reactie die ervoor zorgt dat chemische bindingen van een product uiteen zullen vallen. Het is een endotherme reactie die slechts plaatsvindt door het toevoeren van warmte. De temperatuur waarbij thermolyse van een stof mogelijk wordt, is de ontbindingstemperatuur. Tijdens dit proces worden er oxiden met dezelfde oxidatietrap (OT) als de elementen in de oorspronkelijke stof gevormd.

## Voorbeelden
Een bekende thermolyse is die van suiker: door verhitting wordt suiker na verloop van tijd bruin. Indien dit nog verder verhit, ontstaat een vaste zwarte stof: dit is pure koolstof. Wanneer tijdens het verhitten een vuurtje bij de ontsnappende dampen wordt gehouden, is te zien dat de gassen licht ontvlambaar zijn.
Een ander voorbeeld is het ontleden van hout. Ook hier ontleedt hout in brandbare stoffen zoals methanol; het residu is ook weer een zwarte vaste stof die voornamelijk uit koolstof en een paar procent kaliumcarbonaat bestaat (dit is houtskool). Op deze manier wordt ook houtskool op industriële schaal gemaakt. Wanneer men een organische verbinding ontleedt door middel van thermolyse, dan zal altijd voornamelijk koolstof als vast reactieproduct overblijven.
Bij de ontleding van ijzer(II)oxalaat (FeC2O4.2H2O) ontstaan pyrofoor ijzer, ijzer(II)oxide, koolstofmonoxide en koolstofdioxidegas. Als het ontstane ijzerpoeder plotseling wordt blootgesteld aan zuurstof in de lucht, dan zal dit spontaan ontbranden, zelfs al is het op kamertemperatuur. Het ijzerpoeder is pyrofoor geworden, zeer fijn verdeeld, waardoor het reactieoppervlak erg vergroot wordt en een snelle ontbranding aan lucht ontstaat.
Coking is een proces waarbij een amorfe structuur ontstaat die uit zuiver koolstof bestaat. Tijdens dit proces, dat heel belangrijk is voor de staalproductie, worden waterstofgas en andere pyrolysegassen gevormd. 
Ongebluste kalk, CaO, wordt aangemaakt door het verhitten van CaCO3. Hierbij ontsnapt koolstofdioxidegas (CO2).